# Jesse Dylan
Jesse Byron Dylan (New York, 6 gennaio 1966) è un regista, produttore cinematografico e imprenditore statunitense fondatore della società di produzione cinematografica Wondros.

## Biografia
Jesse Dylan nacque a New York nel 1966 dal cantautore statunitense vincitore del Premio Nobel per la letteratura, Bob Dylan e dall'allora moglie Sara Lownds. Ha trascorso l'infanzia nella sua città natale con i genitori ed i fratelli: Anna Lea (nata l'11 luglio 1967), Samuel Isaac Abraham (nato il 30 luglio 1968), Jakob Luke (nato il 9 dicembre 1969) e Maria Lownds (nata il 21 ottobre 1961 da un precedente matrimonio della madre), fino al divorzio dei genitori, all'età di 11 anni, nel 1977. In seguito ha frequentato la scuola di cinema presso l'Università di New York.

### Vita privata
Dylan è sposato con Susan Traylor e ha due figli, il primogenito Pablo (nato nel 1995, dal nome di Pablo Neruda)  e la secondogenita Feury Mae, conosciuta anche come Mae Mae. È inoltre membro del Council on Foreign Relations e di TED.

## Carriera
Ha iniziato la sua carriera dirigendo video musicali per vari artisti, tra cui: Elvis Costello, Tom Petty, Lita Ford, Public Image Ltd, Lenny Kravitz e Tom Waits (a cui fornì anche la foto di copertina dell'album Bone Machine del 1992).
Nel 2008 ha diretto il video musicale, poi vincitore all'Emmy Award, Yes We Can, per il rapper Will.i.am, ispirato alla campagna presidenziale di Barack Obama. Il videoclip fu girato in tre giorni e vide la partecipazione di oltre 30 celebrità sostenitrici che cantavano il discorso di concessione della Primaria del New Hampshire dell'allora candidato Barack Obama. Originariamente pubblicato su YouTube, Yes We Can raggiunse oltre 26 milioni di visualizzazioni pochi giorni dopo la sua uscita ed è stato riconosciuto da AdAge, nel 2012, come uno dei videoclip a sfondo politico più influenti di tutti i tempi.
Successivamente è stato regista di varie commedie, tra cui: Derby in famiglia, con Will Ferrell e Robert Duvall, American Pie - Il matrimonio e Due sballati al college. Altri progetti di lungometraggi includono il documentario Crips and Bloods: Made in America, che esplora la cultura delle gang e della violenza sistemica nel sud di Los Angeles. Ha anche prodotto e diretto una serie televisiva originale, Conversations with Ricky Jay, interpretata dallo stesso Ricky Jay.

## Lybba
Nel 2007, Dylan ha fondato Lybba, un'organizzazione senza scopo di lucro focalizzata sul movimento sanitario open source. Il progetto, secondo Fast Company, "combina gli ultimi dati medici verificati con i social network per consentire ai pazienti e agli operatori sanitari di prendere decisioni informate". L'obiettivo dichiarato del progetto è "creare un archivio centrale online di informazioni mediche".